# Ryszarda Racewicz
Ryszarda Racewicz (ur. 25 sierpnia 1945 w Czarnej Białostockiej, zm. 14 lutego 2008 w Warszawie) – polska śpiewaczka operowa (mezzosopran, wykonywała także partie sopranu dramatycznego), solistka Teatru Wielkiego w Warszawie.

## Życiorys i przebieg kariery
Ukończyła z wyróżnieniem Wyższą Szkołę Muzyczną w Warszawie (obecnie Uniwersytet Muzyczny Fryderyka Chopina), w klasie śpiewu Krystyny Szczepańskiej. Podczas studiów uczestniczyła w Międzynarodowym Kursie Wokalno–Aktorskim w Austrii. Po zakończeniu studiów uczyła się także u Marii Fołtyn, Wandy Wermińskiej oraz Bożeny Kinasz–Mikołajczak.
W 1976 zdobyła nagrodę na Międzynarodowym Konkursie Wokalnych w Vercelli, w roku 1982 zdobyła nagrodę na konkursie dla głosów verdiowskich w Bussetto (Bussetto Voci Verdiani).
Na początku kariery śpiewała głównie partie mezzosopranowe. W roku 1975 debiutowała na scenie Teatru Wielkiego w Łodzi tytułową partią w operze Carmen G. Bizeta. W Teatru Wielkiego w Łodzi śpiewała także Eboli w Don Carlosie, Azucenę w Trubadurze i Amneris w Aidzie G. Verdiego, Adalgisę w Normie V. Belliniego, a także Cześnikową w Strasznym dworze S. Moniuszki.
W 1981 roku została solistką Tea

tru Wielkiego w Warszawie, gdzie kreowała pierwszoplanowe partie operowe, zarówno z repertuaru mezzosopranu, jak też sopranu dramatycznego. W 1984 roku po raz pierwszy zaśpiewała partię tytułową w Turandot G. Pucciniego. W 1985 roku włączyła do swojego repertuaru rolę Lady Makbet w Makbecie G. Verdiego, czym odniosła olbrzymi sukces. 

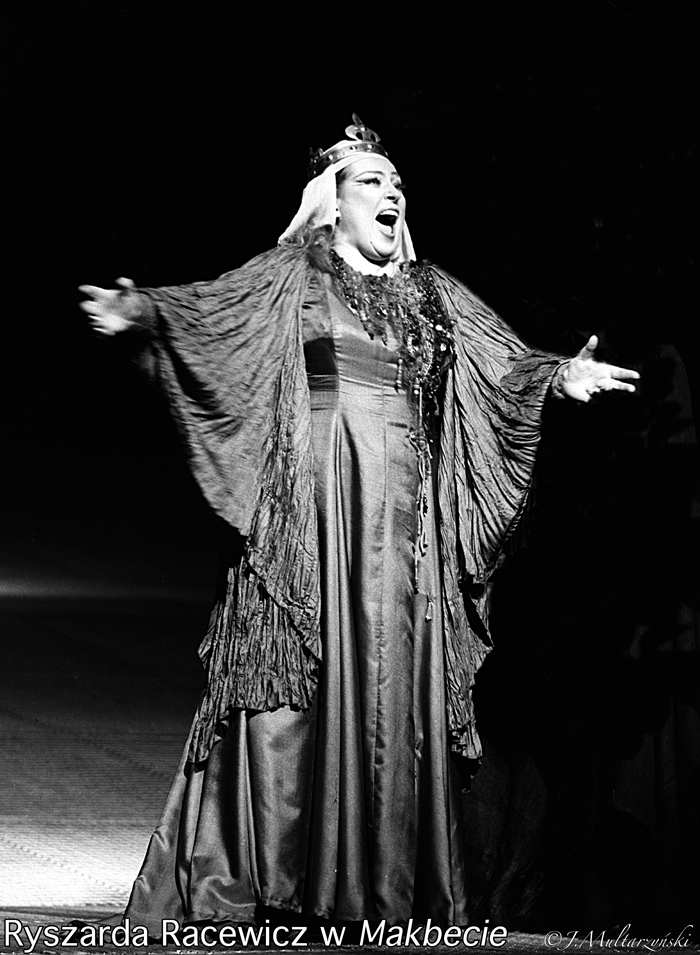

W 1986 roku uczestniczyła w European Musik Festiwal w Berlinie Zachodnim, gdzie na scenie Waldbühne wykonywała partię Maryny w Borysie Godunowie M. Musorgskiego.
W 1986 roku była członkiem jury Ogólnopolskiego Konkursu Śpiewaczego im. J. Kiepury w Krynicy.
W 1989 śpiewała w pierwszej polskiej powojennej inscenizacji Pierścienia Nibelunga R. Wagnera, kreując Brunhildę w Zygfrydzie.
Na warszawskiej scenie wykonywała również m.in. partie Herodiady w Salome R. Straussa, Kundry w Parsifalu R. Wagnera, tytułową Toskę G. Pucciniego, Romea w Capuletti e Montecchi V. Belliniego oraz Annę w Nędzy uszczęśliwionej M. Kamieńskiego. Na scenie Teatru Muzycznego Roma wykonała partię Czipry w Baronie Cygańskim J. Straussa.

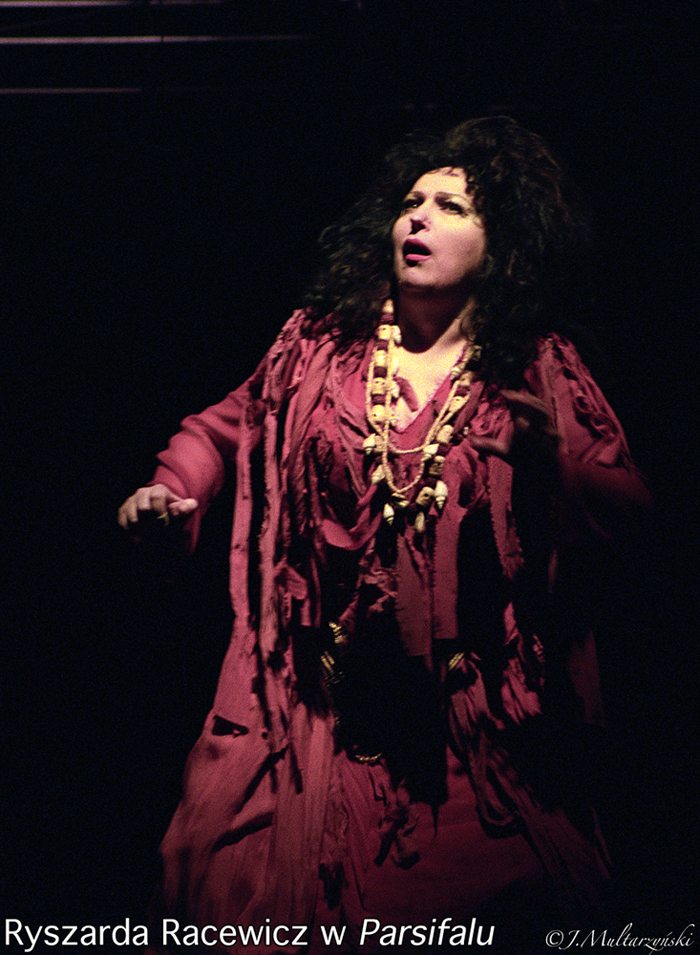

W 2002 roku była członkiem jury Międzynarodowego Konkursu Wokalnego im. J. Rodrigo w Madrycie.
Poza operą repertuar oratoryjno-kantatowy (m.in. partia altowa w Requiem G. Verdiego), wykonywała pieśni (m.in. E. Granadosa, S. Niewiadomskiego, K. Szymanowskiego).
Występowała w RFN, Austrii, Jugosławii, Czechosłowacji i ZSRR (w Teatrze Bolszoj), Francji, Izraelu, Grecji i we Włoszech. Dokonała wielu nagrań radiowych i telewizyjnych w kraju i za granicą, m.in. w radiu bawarskim w Monachium. Współpracowała z Reprezentacyjnym Zespołem Artystycznym Wojska Polskiego.
Zmarła w 2008 roku w Warszawie.

## Życie prywatne
Mąż, Mirosław Racewicz, jest muzykiem i aranżerem, ich syn, Piotr – dyrygentem.

## Nagrania
- M. Musorgski, Borys Godunow, A. Kotscherga, V. Tarashchenko, J. Ostapiuk, K. Pustelak, R. Racewicz (Maryna), K. Szmyt, Orkiestra Teatru Wielkiego – Opery Narodowej, dyr. R. Satanowski, Delta, B000001VHT (Capriccio 1986);
- S. Moniuszko, Halka, B. Zagórzanka, A. Hiolski, W. Ochman, J. Ostapiuk, R. Racewicz (Zofia), Orkiestra Teatru Wielkiego – Opery Narodowej, dyr. R. Satanowski, CPO, CPO9990322;
- K. Szymanowski, Król Roger, F. Skulski, B. Zagórzanka, S. Kowalski, Z. Nikodem, J. Ostapiuk, R. Racewicz (Diakonissa), Orkiestra Teatru Wielkiego – Opery Narodowej, dyr. R. Satanowski, Koch Schwann, B000001SU1

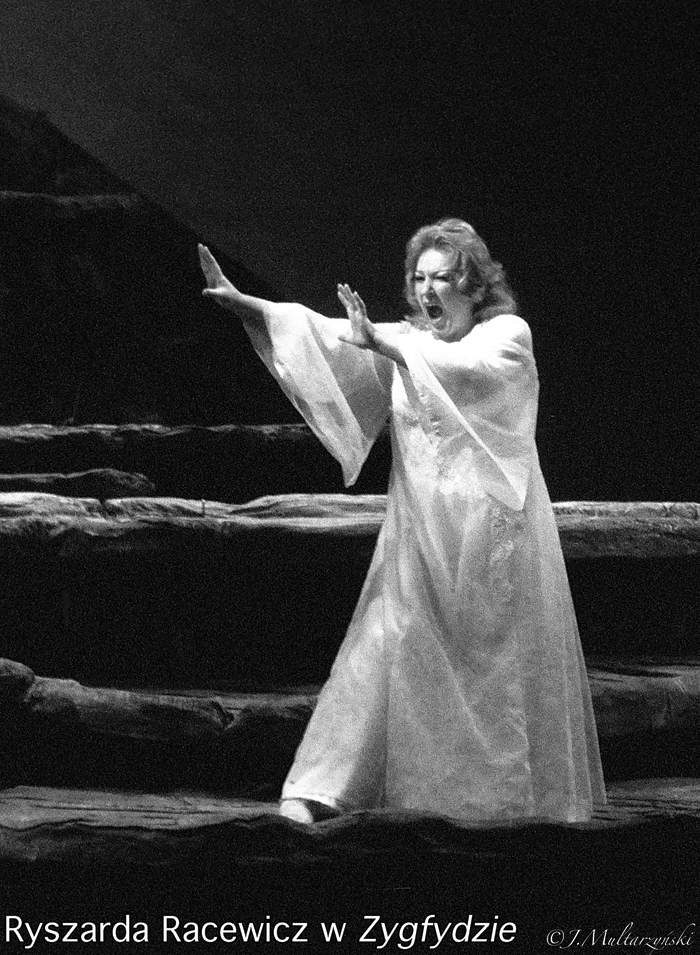